# Ungra
Ungra è un comune della Romania di 2144 abitanti, ubicato nel distretto di Brașov, nella regione storica della Transilvania.
Il comune è formato dall'unione di 2 villaggi: Dăișoara e Ungra.